# Heidemann (Familienname)
Heidemann ist ein deutscher Familienname.

## Herkunft und Bedeutung
Heidemann ist ein Wohnstättenname für Personen, die an einer Heide wohnen.

## Varianten
- Heidmann, Heidtmann, Heitmann

## Namensträger
- Andreas Heidemann († 1628), deutscher Hofbeamter und Übersetzer
- August Wilhelm Heidemann (1773–1813), deutscher Jurist und Politiker, Oberbürgermeister von Königsberg
- Britta Heidemann (* 1982), deutsche Fechterin
- Christian Meyer-Heidemann (* 1980), deutscher Politikwissenschaftler und Hochschullehrer für Politik/Wirtschaft und ihre Didaktik
- Christiana Heidemann (* 1950), deutsche Künstlerin
- Dirk Heidemann (* 1961), deutscher Turniertänzer, Tanzsporttrainer und Choreograf
- Eva Heidemann (1933–2022), deutsche Politikerin (CDU)
- Frank Heidemann (* 1958), deutscher Ethnologe und Hochschullehrer
- Fred J. Heidemann (* 1945), deutscher Jurist
- Gerd Heidemann (1931–2024), deutscher Journalist
- Günther Heidemann (1932–2010), deutscher Boxer
- Hartmut Heidemann (1941–2022), deutscher Fußballspieler
- Heinz Dieter Heidemann (* 1946), brasilianischer Geograph
- Ingeborg Heidemann (1915–1987), deutsche Philosophin
- Karl Heidemann (1895–1975), deutscher Politiker (NSDAP)
- Karl-Heinz Heidemann (1925–2017), deutscher Fußballspieler
- Lavon Heidemann (* 1958), US-amerikanischer Politiker
- Lutz Heidemann (* 1938), deutscher Historiker
- Matthias Heidemann (1912–1970), deutscher Fußballspieler
- Miguel Heidemann (* 1998), deutscher Radrennfahrer
- Niklas Heidemann (* 1995), deutscher Fußballspieler
- Norbert Heidemann (* 1955), deutscher Fußballspieler und -trainer
- Otto Heidemann (1886–?), deutscher Politiker (NSDAP)
- Paul Heidemann (1884–1968), deutscher Schauspieler und Filmregisseur
- Stefan Heidemann (Sänger) (* 1958), deutscher Opernsänger (Bariton)
- Stefan Heidemann (Orientalist) (* 1961), deutscher Islamwissenschaftler
- Wilhelm Heidemann (* 1947), deutscher Politiker (CDU)